# Dollar General
Dollar General Corporation, tidigare J.L. Turner and Son Wholesale, är ett amerikanskt detaljhandelsföretag som är inom nischen för lågprisvaruhus. De har 19 147 lågprisvaruhus i Mexiko och USA. I USA har de varuhus i 47 delstater.

## Historik
Företaget grundades 1939 som J.L. Turner and Son Wholesale i Scottsville i Kentucky av släkten Turner. Initialt var det ett företag som köpte upp konkursade företag och sålde av företagens tillgångar till intressenter. Släkten öppnade senare en detaljhandelsbutik under namnet Turner Department Store i Springfield i samma delstat. År 1955 fick butiken namnet Dollar General. Fram till 1968 förvandlades butiken allt mer till att vara ett lågprisvaruhus. År 1968 blev företaget börsnoterat. År 1989 flyttades företagets huvudkontor till Nashville i Tennessee. Elva år senare flyttades huvudkontoret återigen och den här gången till Goodlettsville. År 2007 köpte investmentbolaget Kohlberg Kravis Roberts (KKR) företaget för 7,3 miljarder amerikanska dollar och avnoterade det från börsen. Bara två år senare beslutade KKR att Dollar Generals aktier skulle åter handlas på börsen och gjorde en ny börsintroduktion. I december 2013 rapporterade affärstidningen The Wall Street Journal att KKR hade sällskap av Citigroup och Goldman Sachs när de förvärvade Dollar General år 2007. Både KKR och Goldman Sachs hade sålt av sina aktieinnehav under decembermånad. Den 24 mars 2023 inledde Dollar General en internationell expandering av företaget när man öppnade ett lågprisvaruhus i Mexiko.